# Wohnanlage Lobedanzgang

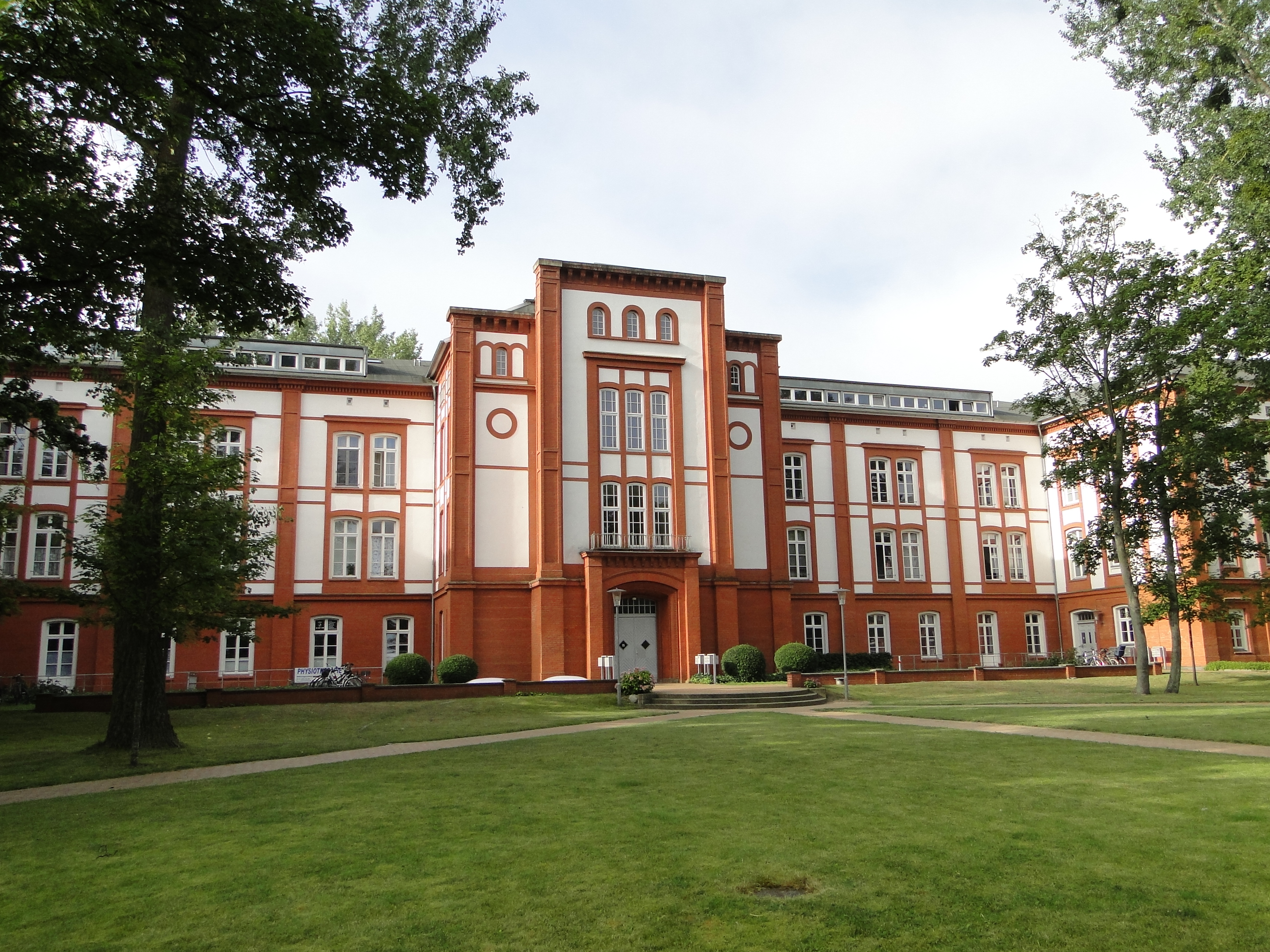

Die Wohnanlage Lobedanzgang in Schwerin, Stadtteil Feldstadt, Lobedanzgang 11 bis 19, war ein Lazarett und ist ein Baudenkmal in Schwerin.

## Geschichte

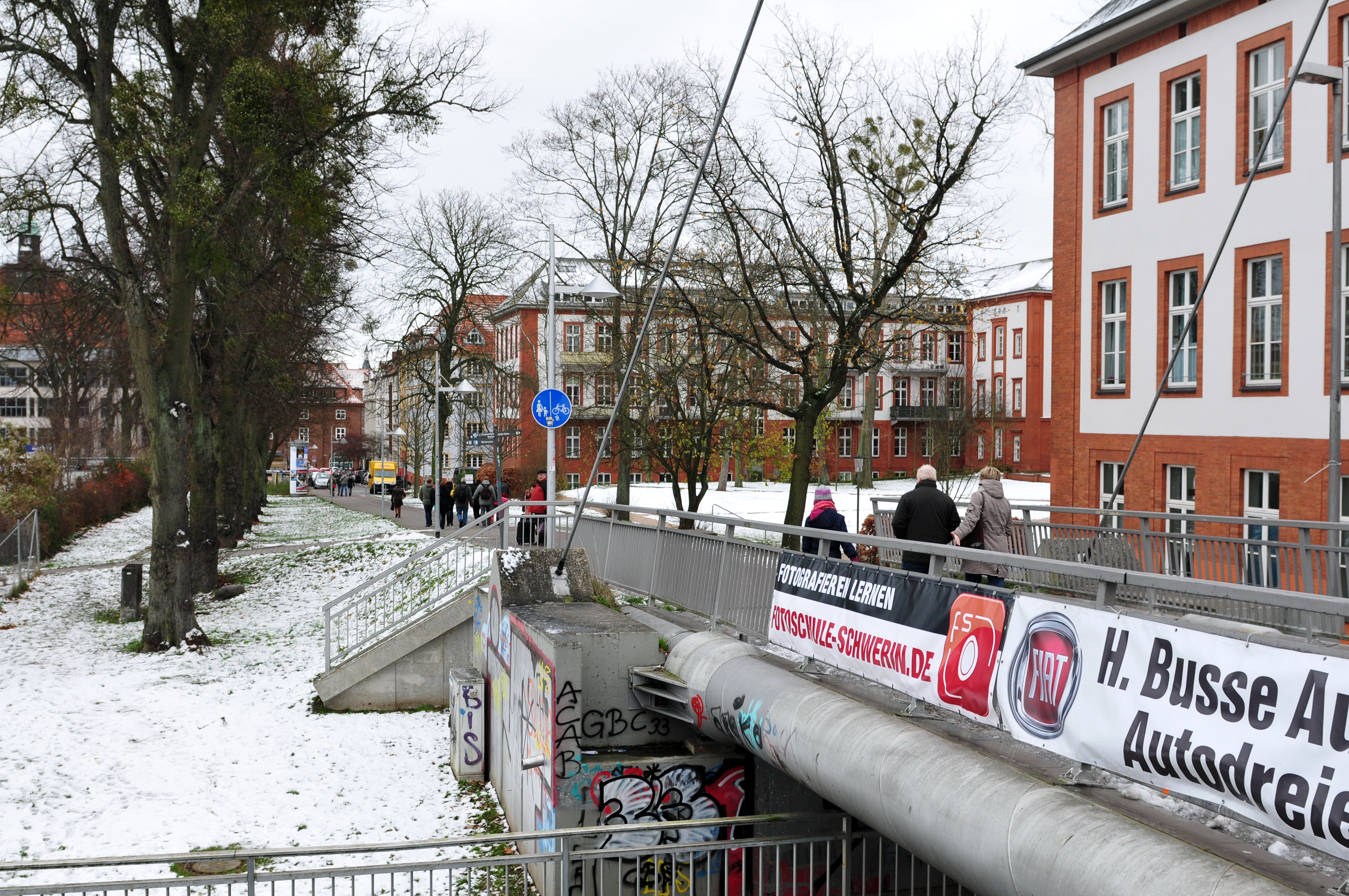
Brücke am Haltepunkt Schwerin Mitte und Lobedanzgang

Die dreigeschossige historisierende Anlage in U-Form von 1870 mit einem viergeschossigen kurzen Eingangsflügel, dem nördlichen gestalteten Innenhof, der südlichen Parkanlage, der ehemaligen Militärkapelle und der Toranlage an der Wallstraße wurde als Garnisonslazarett (später Heereslazarett) nach Plänen von Militärbaumeister Ludwig Wachenhusen gebaut; der Hof war um 1908 auch ein kleiner Exerzierplatz und der Exerzierschuppen diente auch als Kaserne einer Maschinengewehrgruppe des Grenadierregiments Nr. 89. Die Flächen Richtung  Schlossparkcenter dienen heute als Hochgarage.
Nach dem Zweiten Weltkrieg bis nach 1990 nutzte das Militär der Sowjetunion das Lazarett. Nach einem Leerstand und der Privatisierung des Areals erfolgte ein Umbau und die Sanierung der Gebäude als Wohnanlage Schlosspark-Residenz.